# Liste de trous noirs
 (janvier 2019).
Si vous disposez d'ouvrages ou d'articles de référence ou si vous connaissez des sites web de qualité traitant du thème abordé ici, merci de compléter l'article en donnant les références utiles à sa vérifiabilité et en les liant à la section « Notes et références ».
Pour les autres listes d'étoiles, voir Liste de listes d'étoiles.
Cette liste recense des trous noirs connus ou supposés.

## Listes

### Trous noirs supermassifs
On estime que les galaxies suivantes possèdent un trou noir supermassif au centre de leur noyau galactique (entre parenthèses, la désignation spécifique du trou noir quand il en a une).
- Galaxie d'Andromède, M31 (M31*)
- 1ES 2344+514 (en)
- 3C 371
- 3C 75
- 4C +37.11
- AP Librae
- Arp 220
- Centaurus A
- HE 0450-2958
- IC 1459
- J1728.2+5013
- M104
- M105
- M106
- M51
- M58
- M60
- M84
- M87 (M87*)

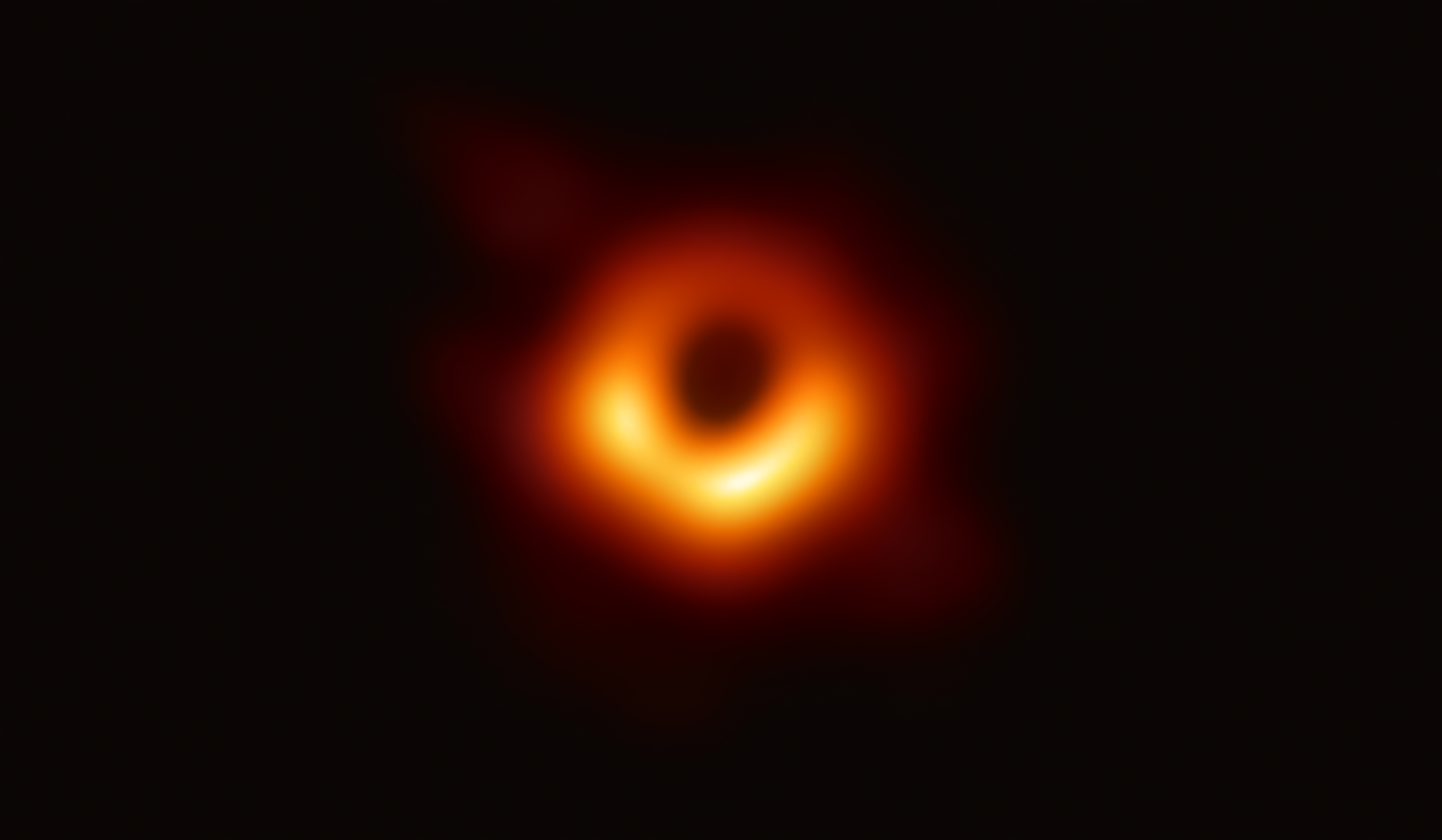
Le trou noir Messier 87.

- MCG-6-30-15
- Mrk 180
- Mrk 421
- Mrk 501
- NGC 3384
- NGC 3608
- NGC 3894
- NGC 3998
- NGC 4151
- NGC 4261
- NGC 4291
- NGC 4342
- NGC 4350
- NGC 4438
- NGC 4459
- NGC 4473
- NGC 4486B
- NGC 4564
- NGC 4596
- NGC 4697
- NGC 4742
- NGC 4791
- NGC 4945
- NGC 5033
- NGC 5845
- NGC 6251
- NGC 7052
- NGC 7457
- OJ 287 (objet BL Lac, plus grand trou noir supermassif connu)
- PKS 2201+044
- Q0906+6930

Système stellaire hyper compact
- Voie lactée (Sagittarius A*), au centre de la voie lactée

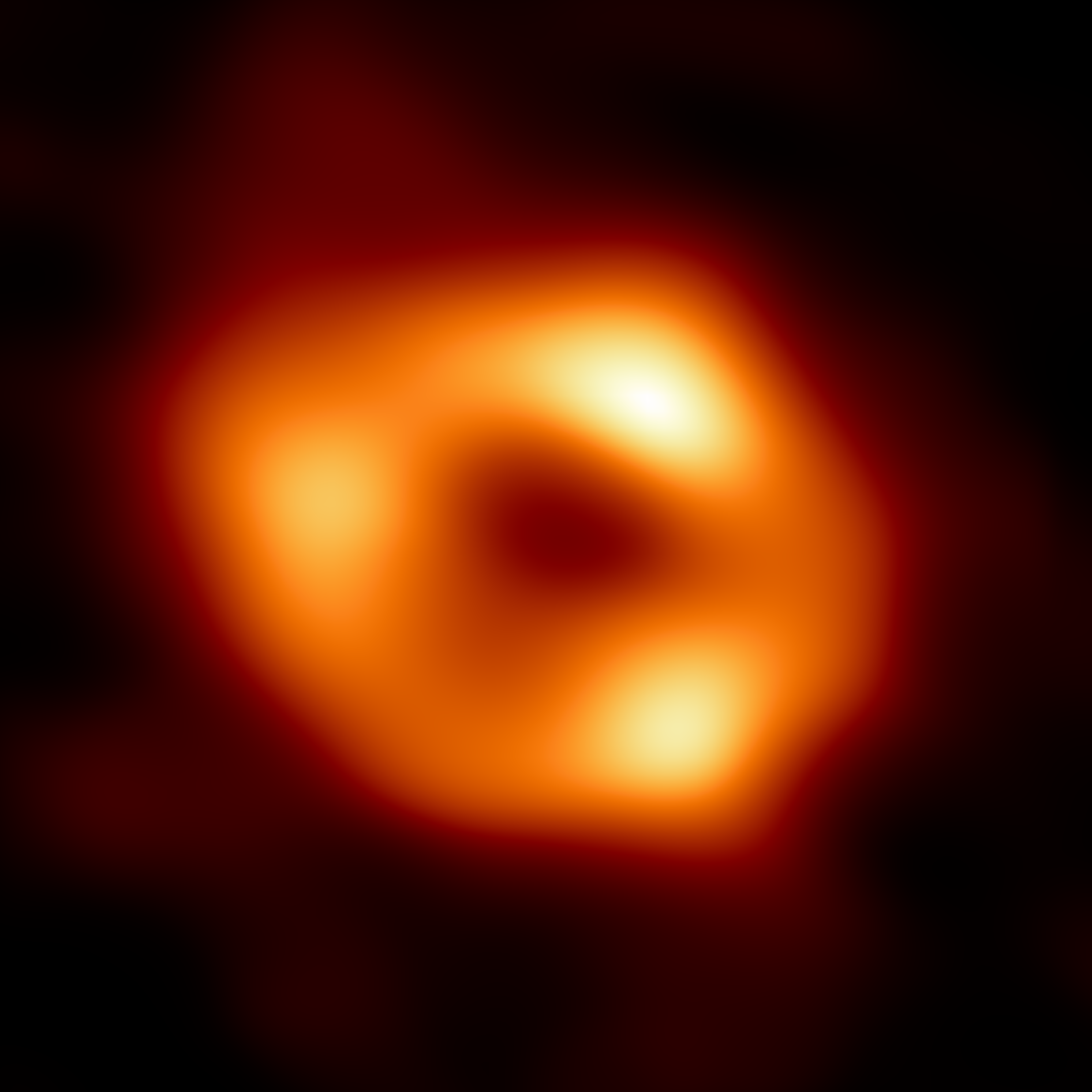
Le trou noir Sagittarius A*.

### Trous noirs intermédiaires
Les objets suivants sont ou contiennent un ou des trous noirs intermédiaires de 100  à   100 000 masses solaires) à l'intérieur de noyaux galactiques ou d'amas stellaires.
- GCIRS 13E
- M15
- M31
- M33
- M82 X-1
- NGC 1313 X-1
- NGC 1313 X-2
- NGC 205
- NGC 253

### Trous noirs stellaires

#### Trous noirs isolés
Les trous noirs stellaires suivants sont isolés.
- SN 1997D
- MACHO-96-BLG-5
- MACHO-98-BLG-6
- MACHO-99-BLG-22

#### Systèmes doubles
Les trous noirs stellaires suivants font partie d'un système binaire. Le compagnon visible du trou noir est éventuellement indiqué entre parenthèses.
- 1E 1740.7-2942
- 2S 2318+62
- 3U 0042+32
- 4U 1543-47 (IL Lup)
- 4U 1630-47 (Nor X-1)
- 4U 1755-338 (V4134 Sgr)
- 4U 1918+146
- 4U 1957+115 (V1408 Aql)
- 1A 0620-00 (V616 Mon)
- A1524-617 (KZ TrA)
- Cygnus X-1 (Cygnus X-1)
- Cygnus X-3
- EXO 1846-031
- EXS 1737.9-2952
- GRO J0422+32 (Nova Per 1992)
- GRO J1655-40 (V1033 Sco)
- GRS 1009-45 (Nova Vela 1993)
- GRS 1124-683 (GU Mus)
- GRS 1659-487 (GX 339-4)
- GRS 1716-249 (V2293 Oph)
- GRS 1737-31
- GRS 1739-278
- GRS 1758-258
- GRS 1915+105 (V1487 Aql)
- GS 1354-645 (BW Cir)
- GS 2000+250 (QZ Vul)
- GS 2023+338 (V404 Cygni)
- GX 339-4/V821 Ara
- H 1705-250 (Nova Oph 1977)
- H 1741-322
- H 1743-32
- KS 1730-31
- LMC X-1 (R148)
- LMC X-3
- RX J0042.3+4115
- RX J1749.8-3312
- RX J1826.2-1450 (LS 5039)
- SAX J1805.5-246
- SS 433 (V1343 Aql)
- V404 Cyg
- XTE J0421+560 (CI Cam)
- XTE J1118+480 (KV Uma)
- XTE J1550-564 (V381 Nor)
- XTE J1650-500 (plus petit trou noir connu)
- XTE J1709-267
- XTE J1720-318
- XTE J1739-302
- XTE J17464-3213
- XTE J1748-288
- XTE J1755-324
- XTE J1806-246
- XTE J1819-254 (V1033 Sco, trou noir proche)
- XTE J1856+053
- XTE J1859+226 (V404 Vul)
- XTE J1901+014
- XTE J1908+094
- XTE J2012+381

### Trous noirs connus de la Voie Lactée les plus proches
Liste des trous noirs connus les plus proches (moins de 10 000 années-lumière) avec mention de leur distance et année de découverte :
- V723 Monocerotis (V723 Mon), le plus proche trou noir connu : éloigné de 1 500 al, découvert en 2021.
- 1A 0620-00 (V616 Mon), 3 000 al, 1986
- MOA-2011-BLG-191 = OGLE-2011-BLG-0462, 5 150 al, janvier 2022. Premier trou noir détecté par effet de lentille gravitationnel.
- GRS 1124-683 (en) (GU Muscae), 5 400 al, janvier 1991
- XTE J1118+480 (en), 5 700 al, 2000
- Cygnus X-1 (Cyg X-1), 6 000 al, mai 1971. Première source de rayons X identifiée à un trou noir.
- LB-1 = LS V+22 25, 7 400 al, 2019
- V404 Cygni, 7 800 al, mai 1989
- GRO J0422+32 (en), 8 100 al, août 1992
- GS 2000+25 (en), 8 800 al, 1988.